# Tortula purpureo-velutina
Tortula purpureo-velutina là một loài rêu trong họ Pottiaceae. Loài này được Herzog mô tả khoa học đầu tiên năm 1954.